# 996工作制
996工作制とは、朝9時に出勤し、夜9時に退勤し、週6日働く、という雇用制度であり、しばしば雇用主が被雇用者に残業代を支払わない、という雇用制度を指すこともある。元々は中国のインターネット及びソフトウェア業界で生まれた言葉である。996勤務制とも呼ぶ。

## 内容
996工作制においては、従業員には労働時間の延長が奨励または強制される。このうち、「996」の3つの数字は、毎日午前9時に出勤し、毎日午後9時に退勤し、週6日働く、と言うことを意味する。中華人民共和国の労働法では、労働者は1日8時間までしか労働できず、週平均労働時間は44時間を超えてはいけないことになっているが、996工作制では少なくとも66時間を超えて労働することになり、従って、996工作制は中国の労働法に違反している。
中国の一部の監督機関がこの件について調査を行っているが、2016年9月に58同城（58.com）でこの工作制が採用されていることが明らかになって以来、他のIT企業でもこの工作制が採用されていることが明らかになっている。中国のプログラマの中には、このシステムに抗議の声を上げる者もおり、例えば2019年3月、「996.ICU」という名前のプロジェクトがGitHubに登場した。996工作制の存在と違法性に注意を喚起し、同時にこの慣習を変更することを目的としている。また同プロジェクトにおいて実態は996ではなく807（午前8時から午前0時まで、週7日）、あるいは716（午前7時から午前1時まで、週6日）に近いと告発されている。
この雇用制度は中国内で問題となっている。簡潔に言えば若者の「成功の意味」が変わったということであり、先程名前が出た「996.ICU」などで「反996」の運動は広がっており、それは最終的に今現在タンピン族として現れている。

## 背景
残業をありがたがる気風は、中国大陸の企業、特にIT系新興企業に久しく蔓延している。
BBCの報道では、コストと技術に関する競争、ならびに上層部と従業員の間の信頼関係のなさがこの現象を引き起こしていると考えている。従業員の残業を奨励するために、一部のIT企業では残業代の支給や、車代および深夜料金の支給などのサービスがある。これらは、従業員が晒されている外部環境の影響と考えられる。
その他、従業員の生活への圧力、会社の需要調整のためのレイオフ、加えて国の法律の不明確さも残業の増加現象を促しているという見解もある。 

### 関連する法律
中華人民共和国の労働法は、1994年に第8回全国人民代表大会常務委員会で採択され、 2018年に第13回全国人民代表大会常務委員会で改正された。

第三十六条　国は、労働者の一日の労働時間が8時間を超えず、週の平均労働時間が44時間を超えない労働制度を実施している。
第四十一条　雇用主の生産と経営の需要に基づき、労働組合と労働者との協議を経て、労働時間を延長することができるが、通常は1日1時間を超えないものとする。特別な理由で労働時間を延長する必要がある場合は、労働者の身体的健康を保証するため、延長労働時間は1日3時間を超えず、1か月あたり36時間を超えないものとする。

第四十四条　次の状況のいずれかにおいて、雇用主は、以下の基準に照らし合わせ、労働者に対して通常の労働時間の賃金よりも高い賃金を支払うものとする。
（一）労働者が労働時間を延長するよう手配されている場合、給与の150％以上の賃金を支払う。
（二）労働者が休日に働き、振替休日を手配できない場合、給与の200％以上の賃金を支払う。
（三）法定の祝日に働く労働者には、賃金の300％以上を支払う。
第九十条　雇用主が本法律の規定に違反し、労働者の労働時間を延長する場合、労働行政部門は警告を発し、改正を命じ、並びに罰金を科すことができる。
第九十一条　雇用主が労働者の正当な権益を侵害する以下のいずれかの状況を有する場合、労働行政部門は労働者に賃金と経済的補償を支払うよう命じ、合わせて賠償金の支払いを命じることができる。
（二）労働者の労働時間の延長に対する報酬の支払いの拒否。 

## 関連する企業

### アリババ
2014年4月3日の夕方、Weiboのネットユーザー「少年判官大人」は、アリババグループで6年目の従業員が、4月2日の真夜中に妊娠休暇のための引き継ぎ作業を行っており、翌日の4時に子宮出血過多で亡くなったと暴露した。同時に、その従業員が今年（2014年）に子宮外妊娠の検査の際に、4月の年度末の人事査定で評価を落とす事を想定したため、検査を受けなかったと述べた。 亡くなった従業員の家族も、死の主な原因は過剰な仕事による過労死であると考えている。4日、アリババは、従業員は2日午後8時には自宅にいたと回答した。 事件後、会社は応急処理チームを設置し、従業員の家族がその後の賠償手続きを行うことを支援した。 さらに、ネットユーザー「少年判官大人」は、アリババグループの多くの従業員が体力の限界に直面していることを明らかにし、その「元凶」は彼らの不合理なシステム設計と人事査定であると指摘した。
2019年4月11日、アリババグループの馬雲董事長はアリババの社内SNSにおいて、「996で働けるなんて、我々は幸せじゃないか。仕事がなかったり会社が潰れそうな人のことを考えれば」と語り、「他人よりもっと多く努力し、もっと時間を費やさなければ、あなたが望む成功なんてできない」と語った。マーはまた、「一生懸命奮闘と努力をした奴だけが、常人には得られない「成功」を得ることができる」と語ったという。このニュースが出た4月12日、京東の劉強東董事長も「怠け者は私の仲間ではない！」とのコメントを出したため、ネットの2大巨人が996を肯定するのを見た中国のネットユーザーは激しく反発した。人民日報の公式Weiboアカウントですら、法律と労働者の権利を掲げて「健康を犠牲にして成功する価値があるのか?」と、暗に2人を批判する記事を4月12日に出した。そのため同月14日、ジャック・マーはWeiboで「996はあくまで自己学習の時間で、企業が996を強制することは非人道的であり、不健康であり、持続的でもない」と慌てて釈明した。

### その他の会社
Huawei、Netease Game、NAST、Ant Financial、Suning、Xiaomi、ByteDance、Pinduoduo、DJI、Haier Groupなどの40の会社で、996もしくはさらにひどい残業制度が行われている。

## 維権運動

### 996.ICU運動
2019年3月20日、中国の技術系サービスV2EXのユーザーである「@nulun」氏が、「996.icu」のドメインでwebページを開設した。内容は、「996働いたら、病気になってICUだぞ（“工作996，生病ICU”）」と言うスローガン。
3月26日、「996icu」という名前の新規登録ユーザーがGitHubに「996.ICU」という名前のリポジトリを作成した。リポジトリのReadmeドキュメントは、項目名が「工作996，生病ICU」のスローガン、ならびに“Developers' lives matter.”作为口号。。
リポジトリは、作成から2日後に3万個のスター（「いいね!」に相当）を獲得し（3月28日）、3月30日の早朝までに100,000個を超え、多数のスターを急速に獲得したためGitHubのその週とその月のトップになった。北京時間の4月9日の時点で、リポジトリは20万件以上のスターを受け取っており、スターの数はGitHubで2番目に達した。GitHubでの人気により、リポジトリのissueが広告に濫用されるようになったため、プロジェクトの発起人によって閉鎖されたが、同時に、中国本土の知乎、微博、微信およびその他のソーシャルプラットフォームでの議論が始まった。この事件の影響は海外にも波及した。Hacker News、Redditなどのフォーラムで、996が話題になった。The Verge、Financial Times、Wired、Techmemeなどの多くのメディアも報道し、多くの著名人がプロジェクトをフォローした。Pythonの生みの親であるグイド・ヴァンロッサムは 、996は非人道的なシステムであるとTwitterで述べたが、後にPythonの公式フォーラムにも投稿され、「これらのプログラマを支援するにはどうすればよいか？どうすれば西洋のメディアや政府の注目を集めることができるか？」と述べた。しかし、ほとんどのフォーラムでは、このプロジェクトの熱度を実際の行動に転化するために、不断の努力を継続しないといけないと論じている。
プロジェクトの最初の目標は、996工作制を実装している企業をリストアップすることだった。その後、プロジェクトコミュニティは、 アンチ996ライセンスの具体的な詳細について議論し始め、このプロジェクトに基づいて多くの派生プロジェクトを作成した。関連する法的な知識をまとめたり、他には通常の労働時間を守っている企業をリストしたリポジトリ「955.WLB」、関連する文化コンテンツなどである。
2019年4月3日から、中国本土の一部のブラウザ （ QQブラウザ 、 WeChatブラウザ 、 UCブラウザ 、 360セキュアブラウザなど）は、996.icuのWebサイトとそのプロジェクトのリポジトリを「危険なWebサイト」「違法なWebサイト」としてマークし、ユーザーが関連するWebページにアクセスできないようにした。Twitterでさえ一時的に996.icuをブロックした。

### マイクロソフト社員による996.ICU運動の支持
2019年4月18日、マイクロソフト社とGitHubの従業員はsupport.996.ICUという名前のGitHubリポジトリを作成し、Microsoftと何百人ものGitHubの従業員が共同で996.ICU運動を支持する公開状を書いた。

## 視点

### 支持
- 馬雲：アリババ社内SNSで「996は我々が成長するための福報だ」と発言。これがニュースで報道されるとネットが炎上したため、その後「996は強制されるべきではない」と釈明した[14][15][16][17][18][19][20][63]。
- 劉強東：「怠け者は私の仲間ではない！」と発言した[64][65][63][66][67]。

### 反対
- グイド・ヴァンロッサム：996は非人道的なシステムであると言及した[41][25][42][43]。
- 中国新聞網：「人生をお金と交換する必要はない」との意見を評した[68]。
- 新華社：996工作制は労働法に違反しているとの言及。健康と未来に過大な負担がかかり勤勉な労働者に害を及ぼし勤勉な精神の誤解をしている、とする[69]。
- 人民日報：『ハードワーク』を提唱することは、996工作制に従ってそれを実施することを意味するわけではないとする[70][71][72]。
- 半月談：一部の起業家は法律を無視し、996を「有毒なチキンスープ」と呼んで勤勉と関連付けているとする。996工作制は従業員の勤勉とは何の関係も無いとしたものの、会社の利益との関係は大いにあると述べた[73]。
- 董明珠：2022年の全国人民代表大会において「従業員の心身の健康を害する996勤務は絶対に認められない」と強調した[74]。

## 参考
- 残業、サービス残業、過労死、やりがい搾取
- 8時間労働、労働時間
- Foxconn - サービス残業による飛び降り自殺事件が多発。
- 華為251事件
- 寝そべり族